# Eduardo Dieste Gonçalves
Eduardo Dieste Gonçalves (1881-1954) fou un crític, escriptor i diplomàtic uruguaià, fill de pare gallec i germà de l'escriptor Rafael Dieste Gonçalves.

## Biografia
Va néixer a Rocha, Uruguai, on la seva família havia emigrat. Amb la tornada de la seva família a Galícia, des de 1888 va residir a Rianxo. Va estudiar al Seminari de Santiago de Compostel·la, sense arribar a ordenar-se, i posteriorment filosofia i lletres, col·laborant amb el seu amic Castelao en la creació del setmanari El Barbero Municipal (1910-1914). El 1911 va tornar a l'Uruguai i va ser animador del grup poètic Asociación Teseo. També va ser cònsol general de l'Uruguai a Londres (1927-1931).
El 1931 va ser destinat a Espanya, exercint com a cònsol en diverses ciutats. Va renunciar al càrrec en desacord amb la decisió del govern uruguaià de trencar les relacions diplomàtiques amb la Segona República Espanyola. Posteriorment va ser cònsol a San Francisco (1943-1952), Nova York (1952-1953) i Santiago de Xile (1953-1954).
Va deixar una abundant obra novel·lística, dramàtica i assatgística. L'obra dramàtica es va publicar en dos llibres: Buscón poeta y su teatro (Madrid, 1933) i Teatro del Buscón (Buenos Aires, 1947). La seva obra assatgística es va publicar amb els títols de Teseo: discusión estética y ejemplos (Montevideo, 1923), Teseo: crítica de arte (1925), Teseo: crítica literaria (Montevideo, 1930), Teseo I: los problemas literarios (Buenos Aires, 1937 i Montevideo, 1938), Teseo II: los problemas del arte (Buenos Aires, 1938?).